# Taiwan Open
A Taiwan Open egy női profi tenisztorna, amelyet először 2016. február 8–14. között rendeztek meg Kaohsziungban, a Yang-Ming Tennis Centerben Tajvanon. A torna 226 750 dollár összdíjazással WTA International kategóriájúként került be a versenynaptárba. A versenyt kemény borítású pályán rendezik, 2017 óta fedett térben, 2016-ban a szabadban.
Az első győztes az amerikai Venus Williams volt, a jelenlegi címvédő Babos Tímea.

## Döntők

### Egyéni
| Év   | Győztes          | Ellenfél a döntőben | Eredmény |
| ---- | ---------------- | ------------------- | -------- |
| 2018 | Babos Tímea      | Katerina Kozlova    | 7–5, 6–1 |
| 2017 | Elina Szvitolina | Peng Suaj           | 6–3, 6–2 |
| 2016 | Venus Williams   | Doi Miszaki         | 6–4, 6–2 |

### Páros
| Év   | Győztes                       | Ellenfél a döntőben               | Eredmény       |
| ---- | ----------------------------- | --------------------------------- | -------------- |
| 2018 | Tuan Jing-jing Vang Ja-fan    | Hibino Nao Okszana Kalasnikova    | 7–6(4), 7–6(5) |
| 2017 | Csan Hao-csing Csan Jung-zsan | Lucie Hradecká Kateřina Siniaková | 6–4, 6–2       |
| 2016 | Csan Hao-csing Csan Jung-zsan | Hozumi Eri Kato Miju              | 6–4, 6–3       |